# Louis Van de Perck
Jan Lodewijk "Louis" Van De Perck (Hoboken, 14 oktober 1889 - Kapellen, 30 november 1953) was een Belgisch boogschutter. 

## Levensloop
Van De Perck was aangesloten bij De Vrije Schutters te Hoboken.
Hij verzamelde vier olympische medailles op de Olympische Spelen van 1920 in Antwerpen. Hij behaalde individueel zilver in het onderdeel 'vast vogeldoel, grote vogel' (score van 11) en 'kleine vogel' (score van 8). 
Daarnaast behaalde hij er met het Belgisch team goud in de onderdelen 'vast vogeldoel, grote vogel' (score van 31) en 'kleine vogel' (score van 25). Naast Van De Perck bestond het team uit Firmin Flamand, Edmond Van Moer, Joseph Hermans, Edmond Cloetens en Auguste Van De Verre.